# Brittanichthys myersi
Brittanichthys myersi är en fiskart som beskrevs av Géry, 1965. Brittanichthys myersi ingår i släktet Brittanichthys och familjen Characidae. Inga underarter finns listade.